# Alexandria DeBerry
Alexandria DeBerry, detta Allie (Kingwood, 26 ottobre 1994), è un'attrice e modella statunitense.

## Primi anni
Alexandria Allie DeBerry, meglio nota come Alexandria DeBerry è nata il 26 ottobre 1994 a Houston, Texas. Ha due fratelli più grandi Tom e Cindy. Il suo amore per la recitazione è cominciato a 4 anni con la carriera da modella. Comincia ben presto ad apparire in numerosi spot, tra cui Burger King e Barbie.

## Inizi di carriera
La sua carriera di attrice è ufficialmente iniziata nel 2001. Nel 2009 viene notata per il suo ruolo di ospite nella serie televisiva True Jackson, VP, poi nel 2010 in Shake It Up. Ha fatto parte del cast fisso della serie televisiva di Disney Channel, A.N.T. Farm.

## Filmografia parziale

### Cinema
- Love and Mary, regia di Elizabeth Harrison (2007)
- Angry Games - La ragazza con l'uccello di fuoco (The Starving Games), regia di Jason Friedberg e Aaron Seltzer (2014)
- Lazer Team, regia di Matt Hullum (2015)
- Lazer Team 2, regia di Daniel Fabelo e Matt Hullum (2017)

### Televisione
- The Way She Moves - film TV, regia di Ron Lagomarsino (2001)
- It's a Miracle - serie TV, 4x16 (2001)
- I'm with Her - serie TV, 1x08 (2003)
- True Jackson, VP - serie TV, 1x15-1x16 (2009)
- The Wannabes - serie TV, episodio 1x01 (2009)
- A tutto ritmo - serie TV, episodio 1x08 (2010)
- A.N.T. Farm - Accademia Nuovi Talenti - serie TV, 31 episodi (2011-2014)
- Hart of Dixie - serie TV, episodio 2x19 (2013)
- Suburgatory - serie TV, episodio 3x09 (2014)
- Incubo in Paradiso (Deadly Excursion), regia di Brian Skiba - film TV (2019)
- The Act - serie TV, episodio 1x02 (2019)
- Terrore in paradiso (Deadly excursion: Kidnapped from the Beach) - film TV, regia di Brian Skiba (2021)

## Doppiatrici italiane
Nelle versioni in italiano delle opere in cui ha recitato, Alexandra DeBerry è stata doppiata da:
- Maria Grazia Cerullo in Un amore di mezza estate
- Eva Padoan in Terrore in paradiso